# کریس مورگان (نویسنده)
کریس مورگان (به انگلیسی: Chris Morgan؛ زادهٔ ۵ دسامبر ۱۹۶۶) یک فیلم‌نامه‌نویس و تهیه‌کننده اهل آمریکا است. اعتبار نویسندگی او شامل فیلمنامه‌های متعدد در مجموعه فیلم‌های سریع و خشمگین، تحت تعقیب و سریال وصله جنایتکاران است.

## فیلم‌شناسی

### فیلم‌نامه‌های سینمایی
- موبایل (۲۰۰۴) Cellular
- سریع و خشمگین: توکیو دریفت (۲۰۰۶) The Fast and the Furious: Tokyo Drift
- تحت تعقیب (۲۰۰۸) Wanted
- سریع و خشمگین ۴ (۲۰۰۹) Fast & Furious
- سریع و خشمگین ۵ (۲۰۱۱) Fast Five
- سریع و خشمگین ۶ (۲۰۱۳) Fast & Furious 6
- چهل و هفت رونین (۲۰۱۳) 47 Ronin
- خشن ۷ ( ۲۰۱۵) Furious 7
- نوار واتیکان (۲۰۱۵) The Vatican Tapes
- سرنوشت خشمگین (۲۰۱۷) The Fate of the Furious
- هابز و شاو (۲۰۱۹) Hobbs & Shaw
- شزم! خشم خدایان (۲۰۲۳) Shazam! Fury of the Gods
- فرد سرخ‌پوش (۲۰۲۳) Red one

### آثار تهیه‌کنندگی
- نوارهای واتیکان (۲۰۱۵)
- مومیایی (۲۰۱۷)
- جعبه پرنده (۲۰۱۸)
- هابز و شاو (۲۰۱۹)
- فست اکس (۲۰۲۳)[۴]